# Cilunculus gracilis
Cilunculus gracilis är en havsspindelart som beskrevs av Nakamura, K. och C.A. Child 1991. Cilunculus gracilis ingår i släktet Cilunculus och familjen Ammotheidae. Inga underarter finns listade i Catalogue of Life.